# Mehdi Mohsennejad
Mehdi Seifollah Mohsen Nejad (in persiano مهدی محسن‌نژاد‎; Chuzestan, 9 dicembre 1998) è un lottatore iraniano, specializzato nella lotta greco-romana.

## Biografia
È stato vicecampione continentale nei 60 kg ai campionati asiatici di Almaty 2021 e Ulan Bator 2022, mentre a quelli di Nuova Delhi 2020 ha vinto la medaglia di bronzo.
Ha rappresentato l'Iran ai Giochi olimpici estivi di Parigi 2024, dove è stato estromesso ai quarti dal tabellone principale del torneo dei -60 kg per mano del giapponese Ken'ichirō Fumita, poi risultato vincitore della competizione, dopo aver superato l'algerino Abdelkarim Fergat agli ottavi. Agli spareggi ha battuto il cubano Kevin de Armas in semifinale ed ha poi perso la finale per il bronzo contro il kirghiso Zholaman Sharshenbekov. Per la delusione della sconfitta, ha iniziato a togliersi le scarpe, segno tipico del ritiro dalla carriera agonistica, ma il suo allenatore lo ha convinto a desistere.

## Palmarès
| Anno | Manifestazione          | Sede        | Evento | Risultato | Note |
| ---- | ----------------------- | ----------- | ------ | --------- | ---- |
| 2015 | Mondiali cadetti        | Sarajevo    | 50 kg  | 5º        |      |
| 2016 | Mondiali junior         | Mâcon       | 50 kg  | 5º        |      |
| 2017 | Mondiali U23            | Bydgoszcz   | 59 kg  | 8º        |      |
| 2018 | Mondiali U23            | Bucarest    | 60 kg  | Bronzo    |      |
| 2019 | Campionati asiatici U23 | Ulan Bator  | 60 kg  | Bronzo    |      |
| 2019 | Mondiali U23            | Budapest    | 60 kg  | Bronzo    |      |
| 2020 | Campionati asiatici     | Nuova Delhi | 60 kg  | Bronzo    |      |
| 2021 | Campionati asiatici     | Almaty      | 60 kg  | Argento   |      |
| 2021 | Mondiali U23            | Belgrado    | 60 kg  | Argento   |      |
| 2022 | Campionati asiatici     | Ulan Bator  | 60 kg  | Argento   |      |
| 2022 | Mondiali                | Serbia      | 60 kg  | 11º       |      |
| 2023 | Campionati asiatici     | Astana      | 60 kg  | 8º        |      |
| 2023 | Mondiali                | Belgrado    | 60 kg  | 5º        |      |
| 2024 | Giochi olimpici         | Parigi      | 60 kg  | 5º        |      |